# Ready Set Go
「Ready Set Go」（レディーセットゴー）は、OWVの2ndシングル。2021年1月20日にユニバーサルシグマから発売された。

## 解説
前作「UBA UBA」から約3ヶ月ぶりのリリース。2020年10月28日に発売が発表された。今作のコンセプトは「色気」で、恋愛にまつわる始まりから終わり、情熱や切なさをメンバーが男性の色気で表現する作品になっている。また、FC限定盤のジャケットはファッションブランドのFENDIが手掛けた。

表題曲の振り付けは韓国の振付師チームLOOKによるもので、“お姫様を助けに行く騎士”テーマ。
前作同様カップリングの「Na Na Na」はメンバーの佐野文哉が、「Scattered」は本田康祐が振り付けを手掛けている。

## 収録曲
全形態共通
1. Ready Set Go(3:24)
作詞：Funk Uchino/ 作曲：David Amber, Andy Love, K.Chozen/ 編曲：David Amber, K.Chozen
2. Na Na Na (4:08)
作詞：Lauren Kaori/ 作曲：Daniel Kim, Hanif Sabzevari, Dennis Kordnejad, Pontus Ljung/ 編曲：Hanif Sabzevari, Pontus Ljung, Dennis Kordnejad
3. Scattered(3:34)
作詞：H.U.B./ 作曲：Sean Michael, Alexander, SQVARE, SOFTSERVEBOY/ 編曲：Sean Michael Alexander

### 形態
- 通常盤-CDのみ[8]
- 初回盤-CD+DVD(MV、メイキングビデオ)[9]
- FC限定盤-CD+DVD(MV、メイキングビデオ)+グッズ(メンバープロデュースデザインタオル、4形態)[3]